# Salmó europeu

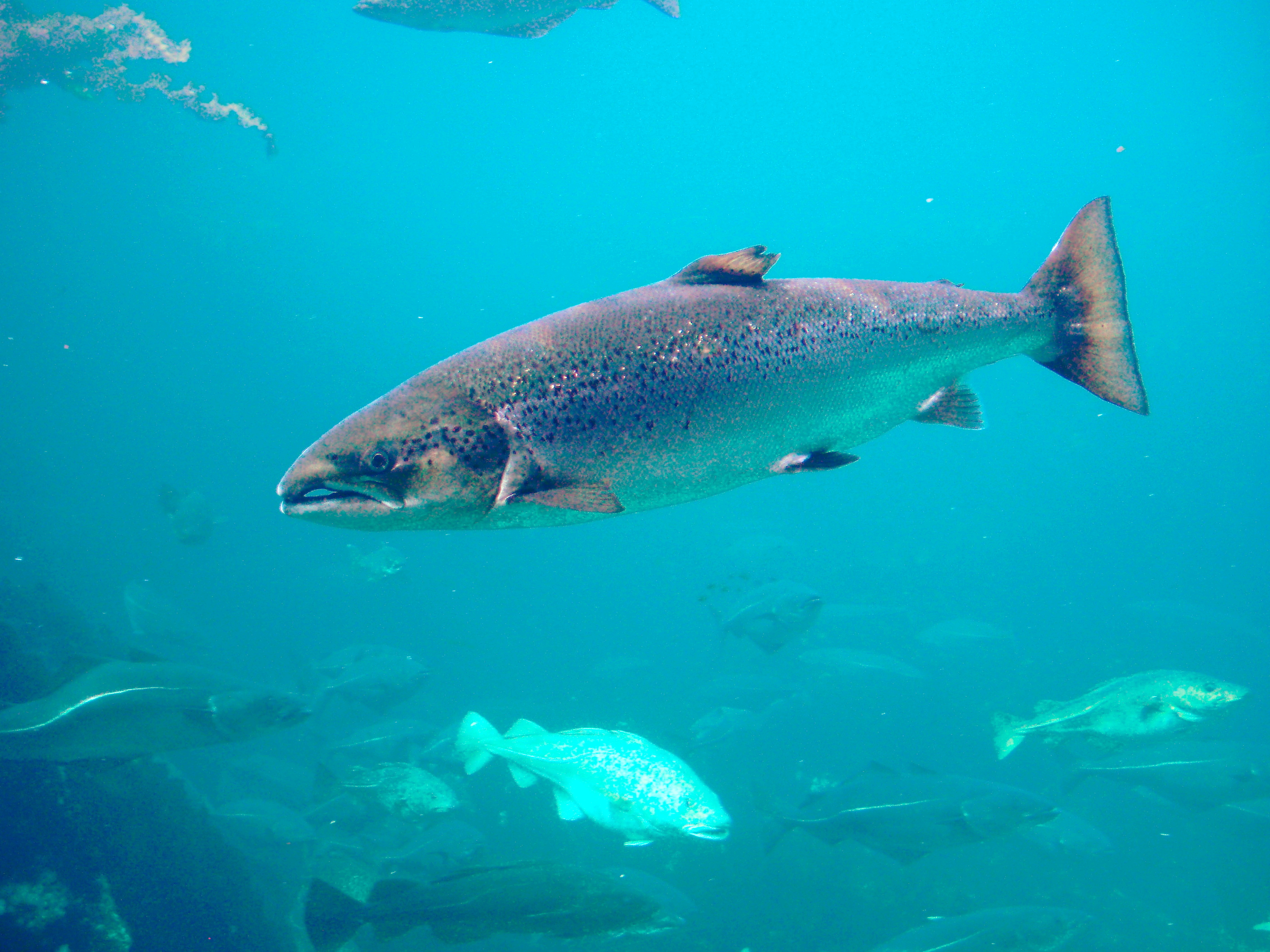
Un salmó europeu en un aquari de Noruega

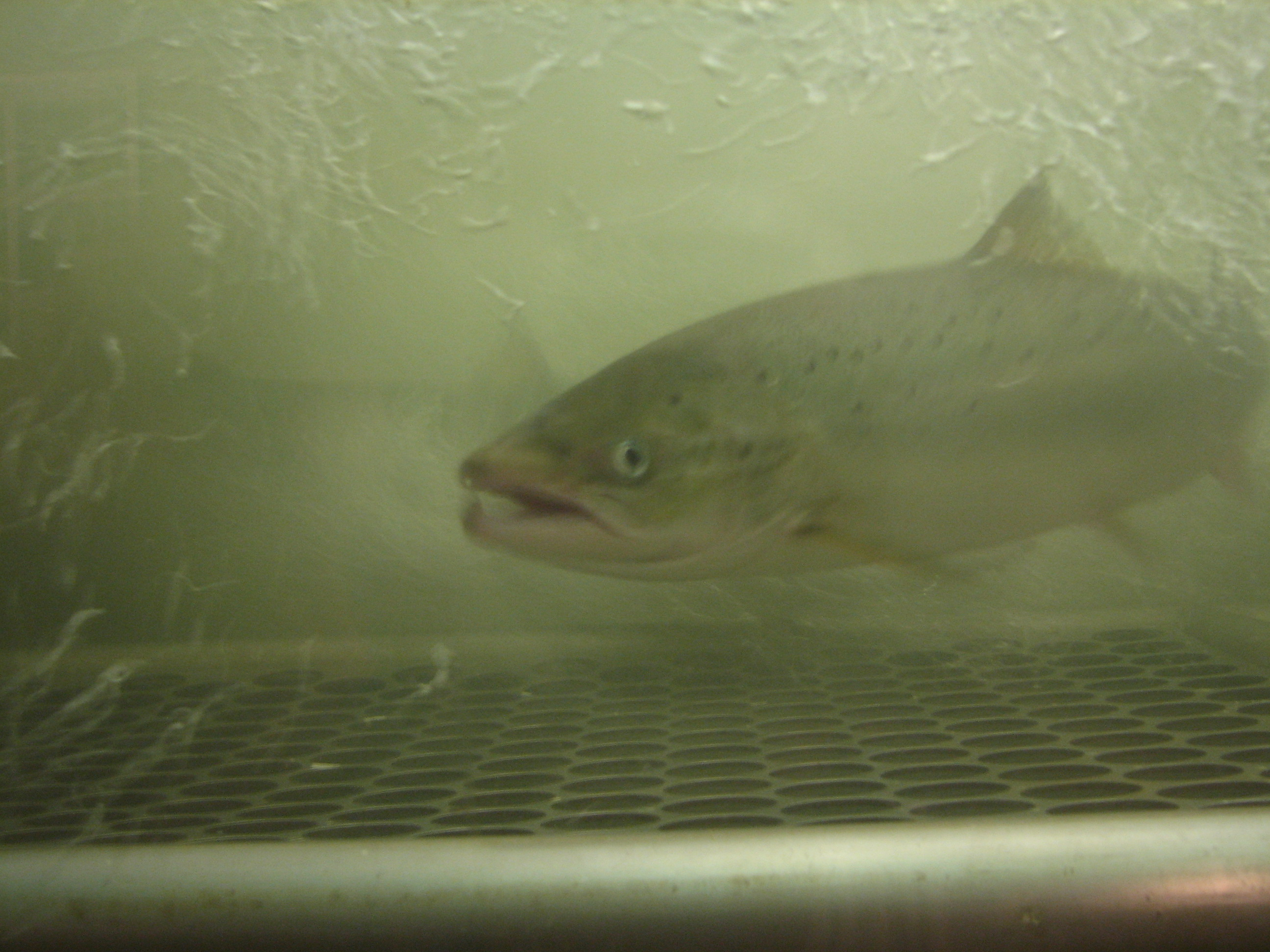
Un Salmo salar en un pas per a salmons a Matane, Quebec

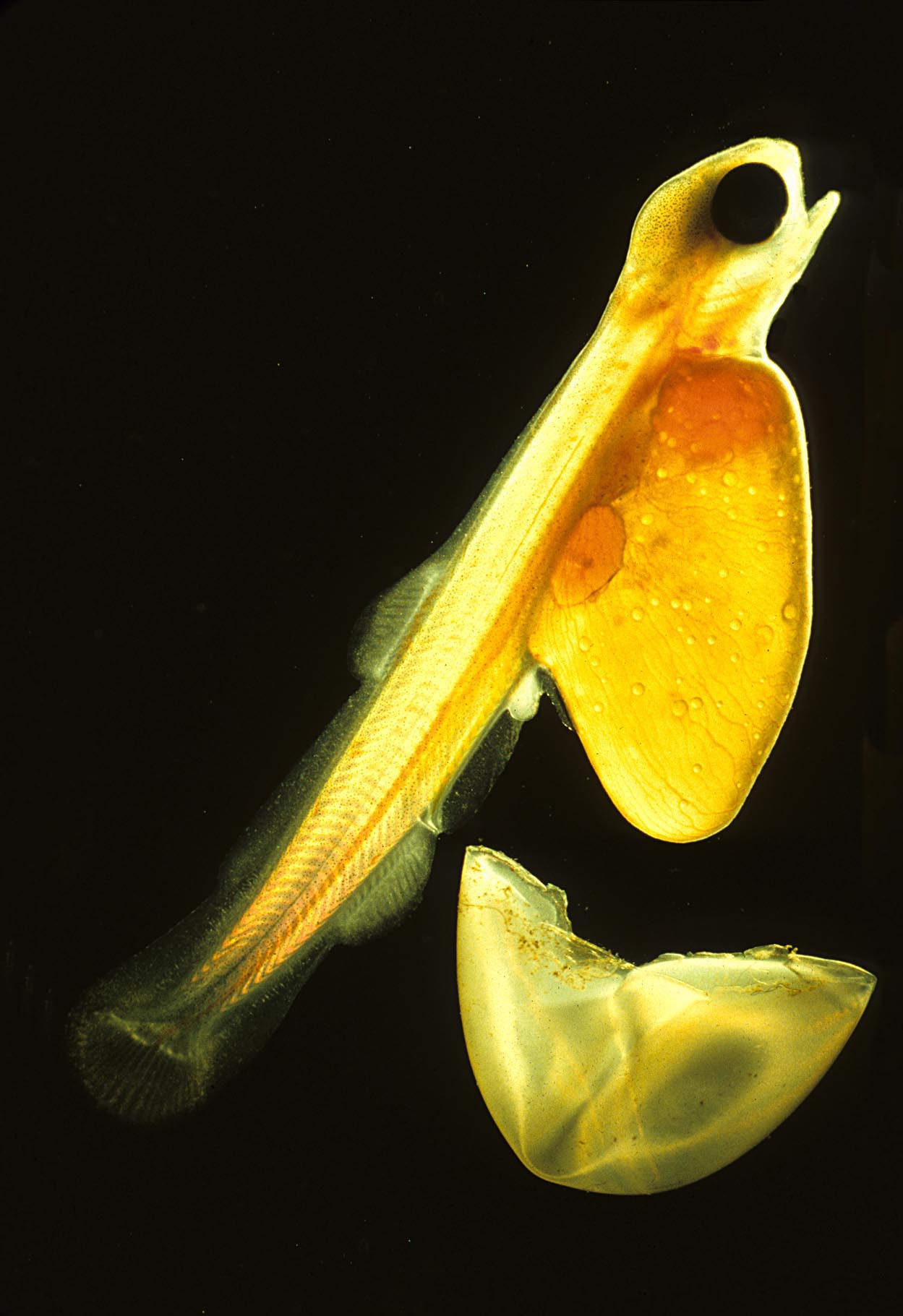
Larva de Salmo salar

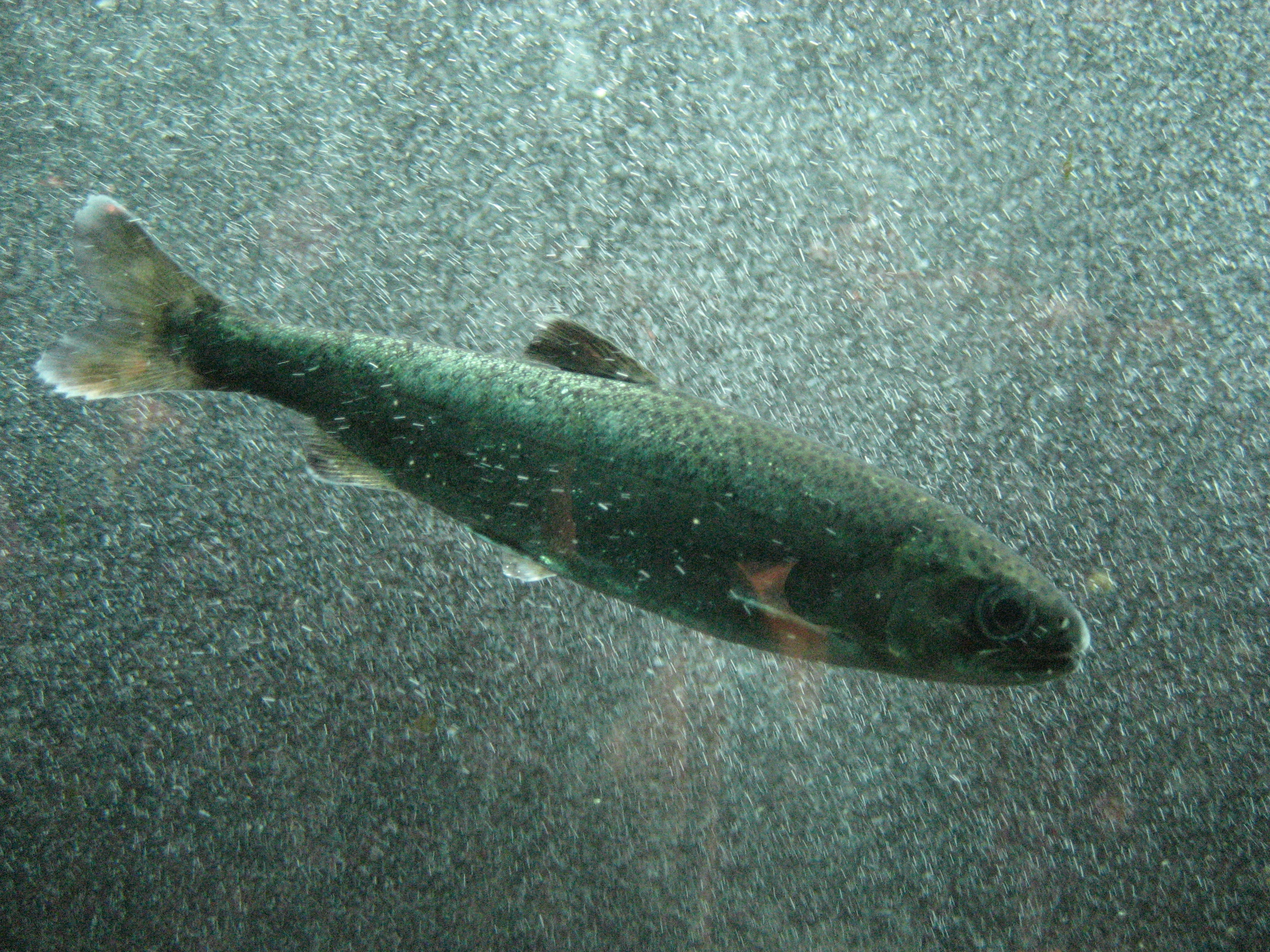
Exemplar juvenil

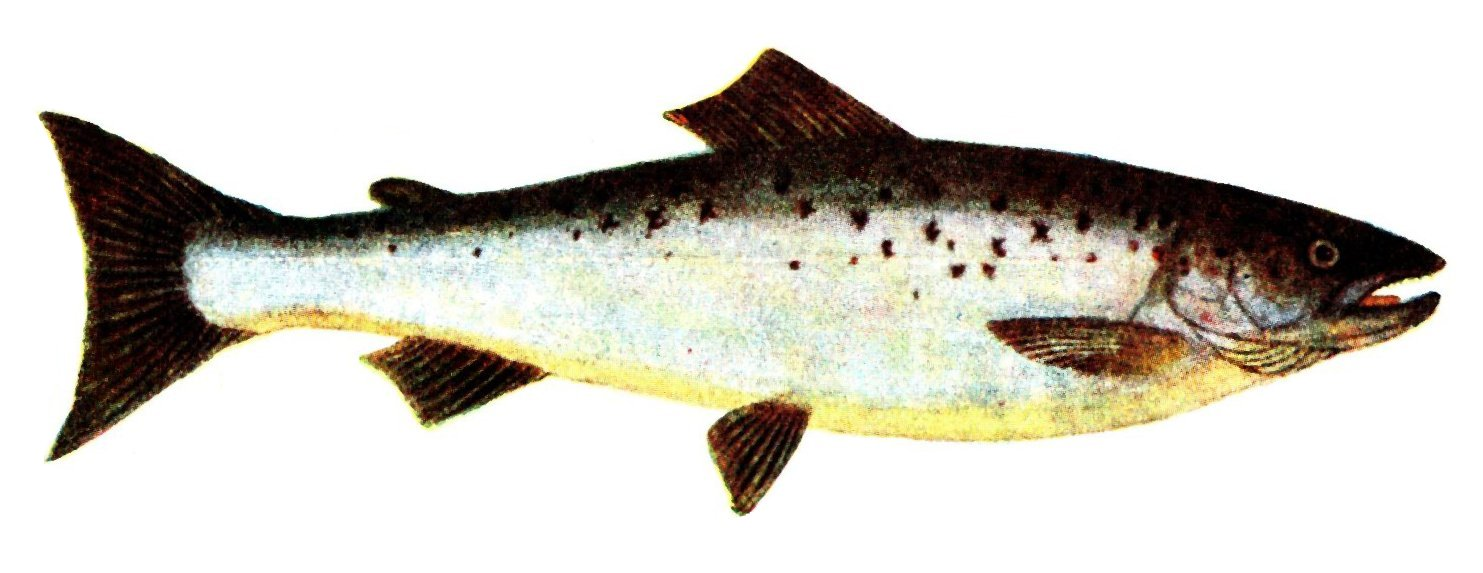
Dibuix dels anys 20, de l'enciclopèdia Pieni Tietosanakirja

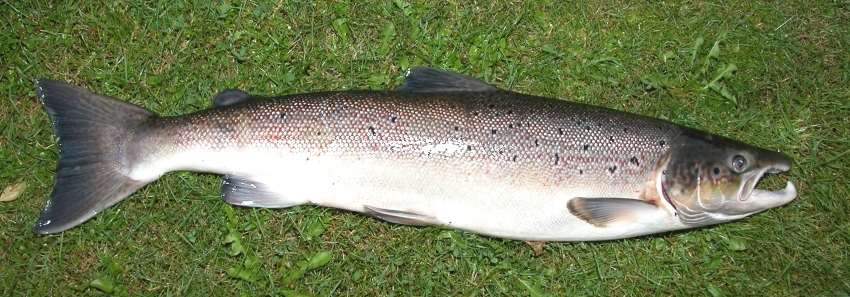
Salmó atlàntic pescat en un llac de Schleswig-Holstein

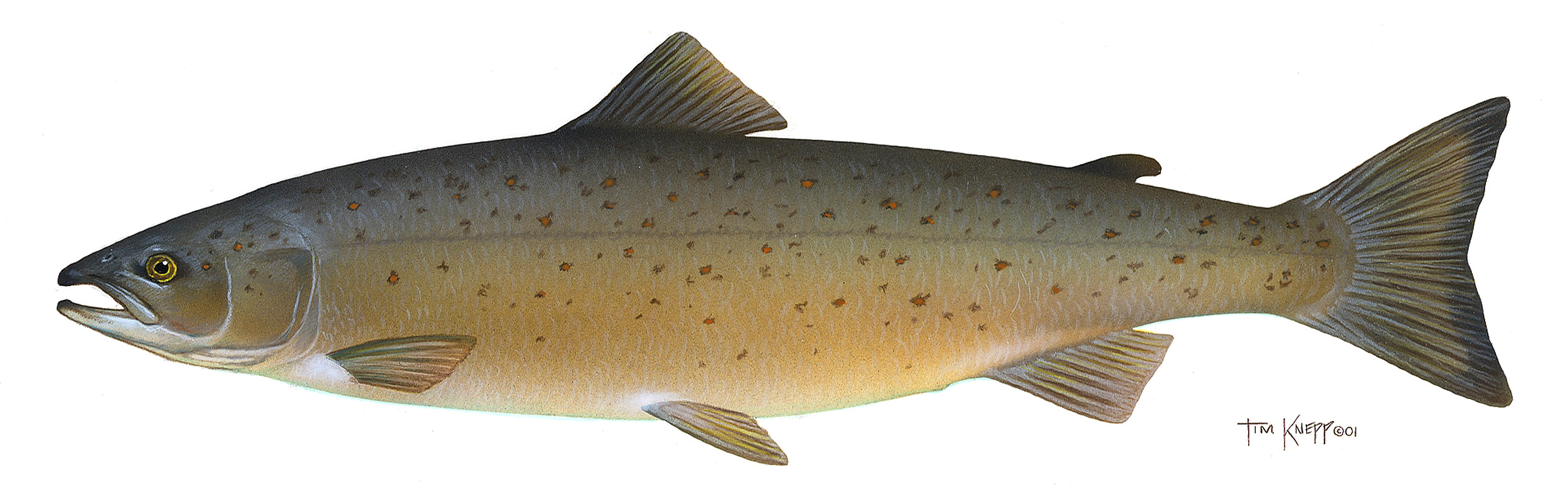
Dibuix de Salmo salar

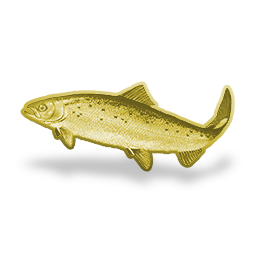
Dibuix de Salmo salar

Salmo salar és una espècie de peix de la família dels salmònids i de l'ordre dels salmoniformes.

## Morfologia
- Els mascles poden assolir 150 cm de longitud total[2] i les femelles 120.
- Pes màxim: 46,8 kg.[3]
- Escates petites.[4]
- Nombre de vèrtebres: 58-61.[5]

## Alimentació
Els individus joves mengen principalment insectes aquàtics (plecòpters, tricòpters i quironòmids), mol·luscs, crustacis i peixos. Els adults, quan són a la mar, es nodreixen de calamars, gambes i peixos, mentre que aquells que són més grossos s'alimenten d'arengs, d'Alosa pseudoharengus, d'esperlans, de capelins (Mallotus villosus), de verats petits, d'ammodítids i de bacallans petits.
Els adults que es troben en aigua dolça i que s'estan acostant a la fase de reproducció no s'alimenten.

## Depredadors
És depredat per Salmo trutta trutta (a Rússia i els Estats Units), Thymallus thymallus (Rússia), Gadus morhua (Canadà), Esox lucius (Rússia), Salvelinus fontinalis (Estats Units), Petromyzon marinus (Escòcia), Mergus merganser (Noruega), Uria aalge (Canadà), Morus bassanus (Canadà), Lutra lutra (Escòcia), Halichoerus grypus (Escòcia), Phoca vitulina (Escòcia) i Tursiops truncatus (Escòcia).

## Hàbitat
Viu en zones d'aigües dolces, salobres i marines de clima temperat (2 °C-9 °C) fins a una fondària de 210 m, tot i que, normalment, ho fa fins als 10.

## Distribució geogràfica
Es troba a les conques fluvials costaneres des del nord del Quebec (Canadà) i Connecticut (Estats Units) fins a l'Argentina, i des dels països bàltics fins a Portugal. N'hi ha poblacions sense sortida al mar a Rússia, Finlàndia, Suècia, Noruega i Nord-amèrica.

## Longevitat
Pot arribar a viure 13 anys.

## Costums
És actiu durant el dia.

## Interès gastronòmic
Es comercialitza fresc, en salaó, fumat i congelat. Es menja al vapor, fregit, rostit o cuinat al microones o al forn.